# القاعة المستديرة في كابيتول الولايات المتحدة

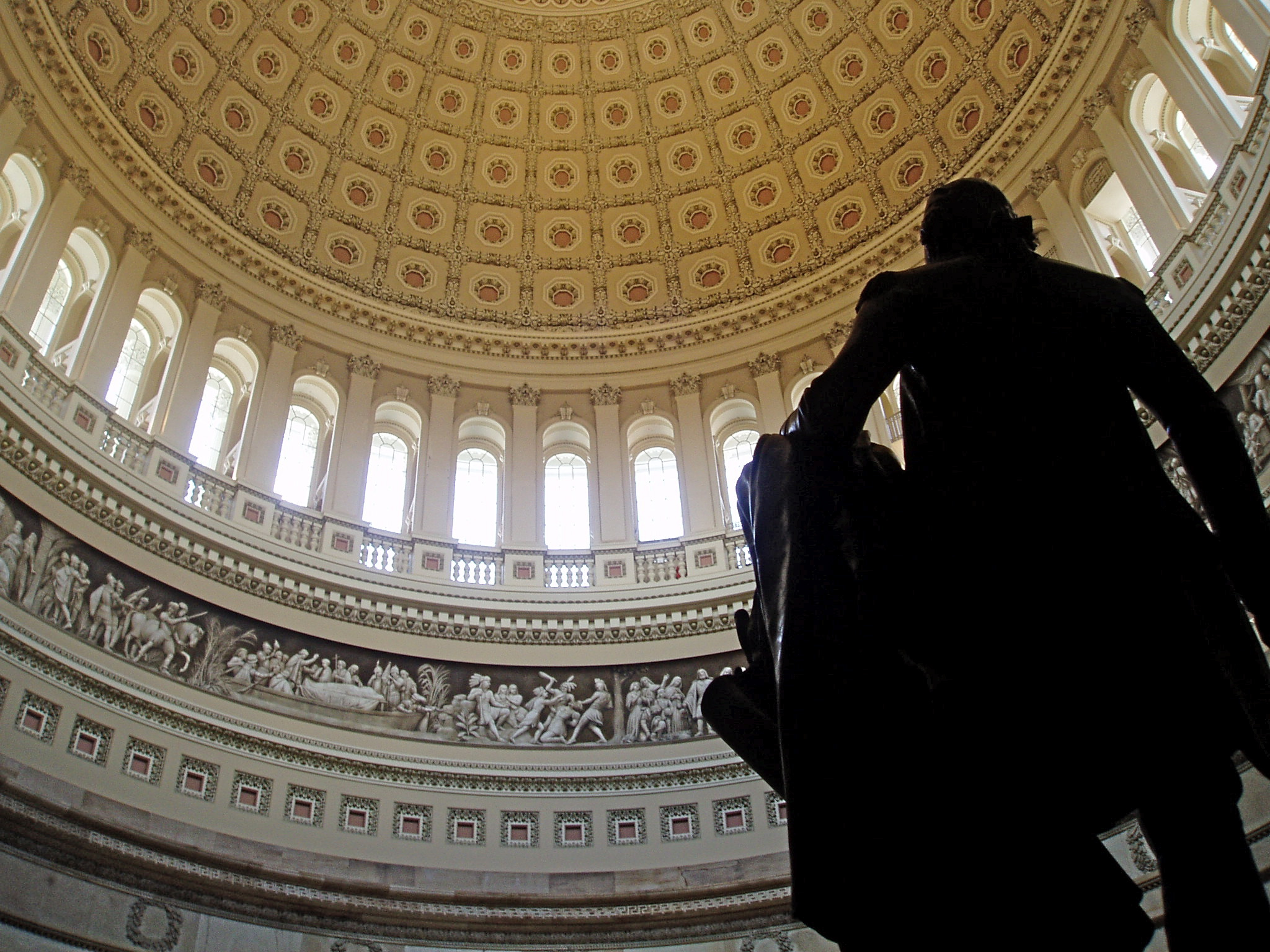
القاعة المستديرة من خلف تمثال جورج واشنطن.

القاعة المستديرة في كابيتول الولايات المتحدة هي قاعة مستديرة في كابيتول الولايات المتحدة في واشنطن العاصمة تقع تحت قبة الكابيتول، وهي أعلى جزء من مبنى الكابيتول وتوصف على أنها «القلب الرمزي والفيزيائي» للمبنى.

## معرض صور

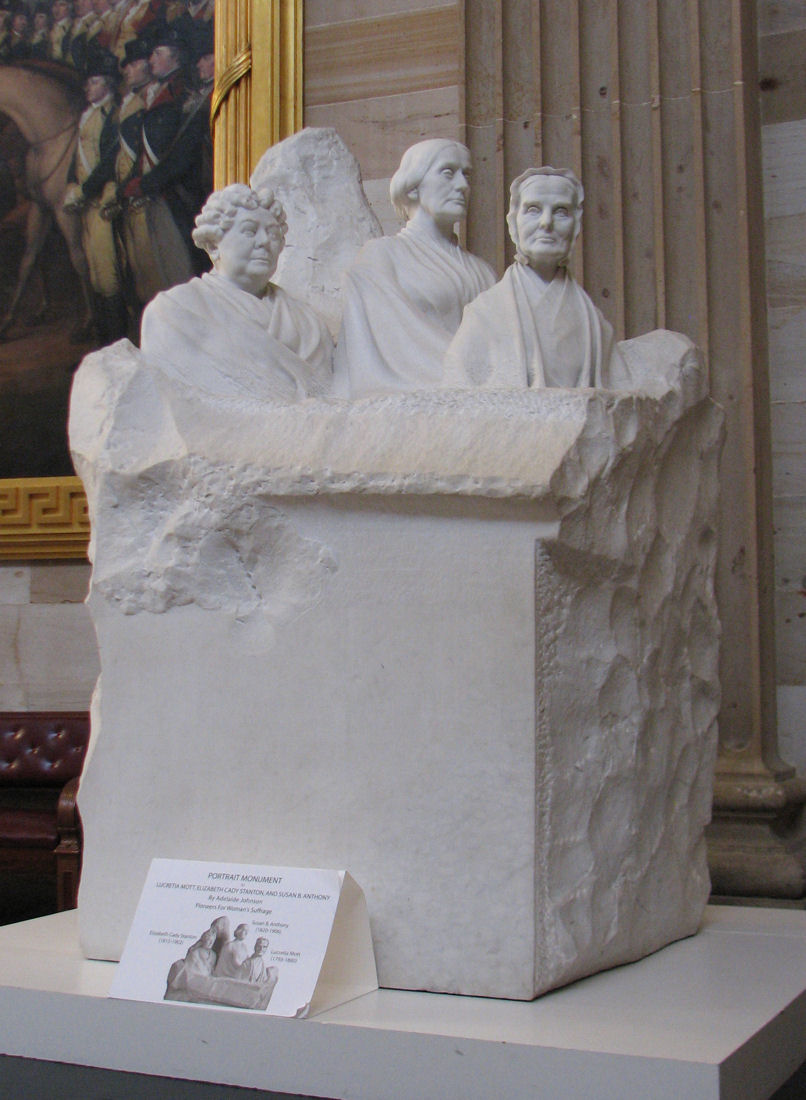
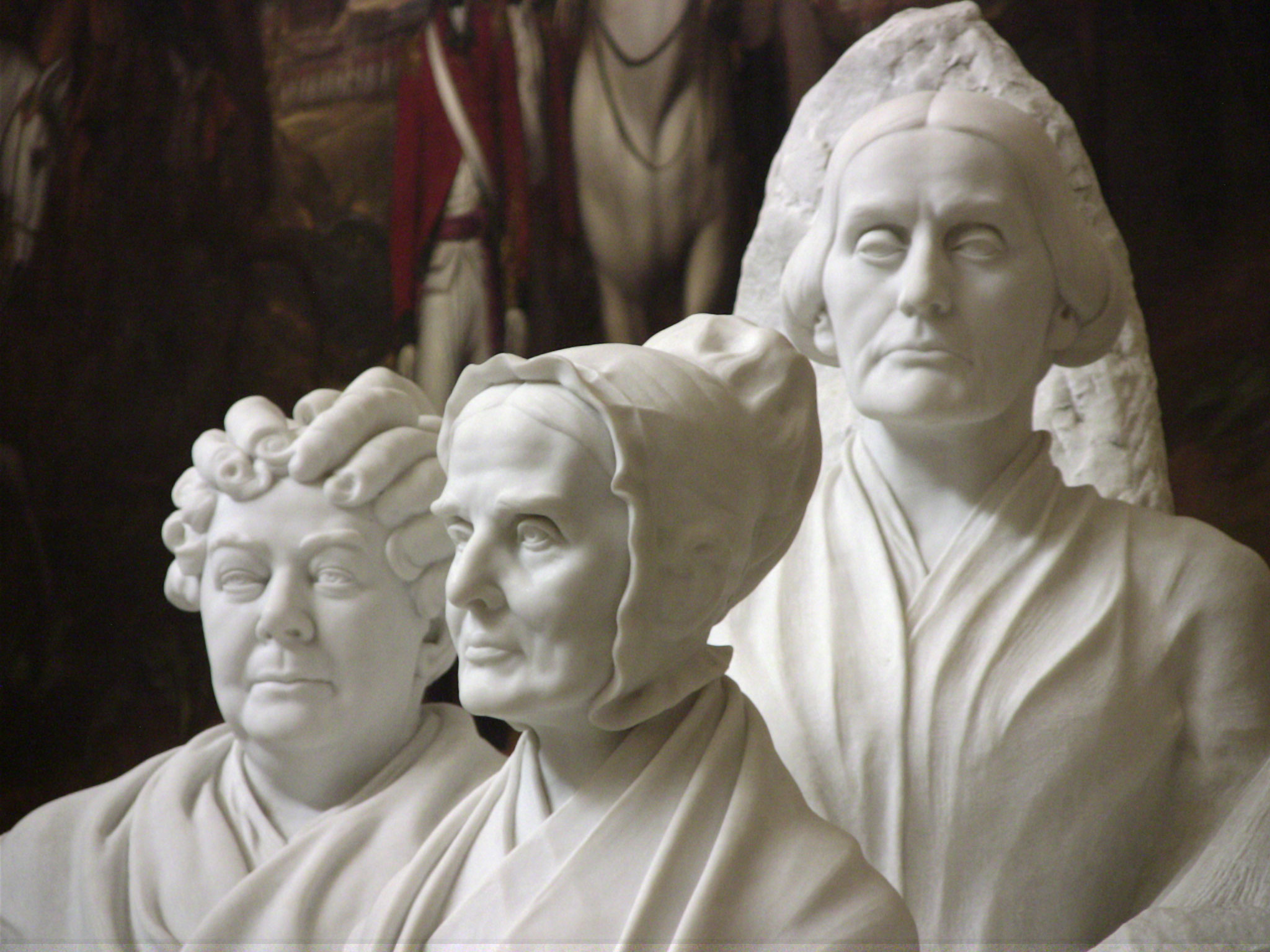